# Cino Cinelli
Cino Cinelli (Montespertoli, Toscana, 9 de febrer de 1916 - Montespertoli, 20 d'abril de 2001) va ser un ciclista italià que va ser professional entre 1937 i 1944. El 1948 va crear la marca de bicicletes Cinelli.
Durant la seva carrera professional aconseguí 13 victòries, destacant una Volta a Llombardia, una Milà-Sanremo i 3 etapes del Giro d'Itàlia.

## Palmarès
- 1937
  - 1r al Giro dels Apenins
  - 1r a la Copa Andrea Boero
- 1938
  - 1r a la Copa Bernocchi
  - 1r a la Volta a Llombardia
  - Vencedor de 2 etapes al Giro d'Itàlia
  - Vencedor d'una etapa del Giro dels Tres Mars
- 1939
  - 1r al Giro de Campania
  - 1r al Giro de la província de Milà, amb Giovanni Valetti
  - Vencedor d'una etapa al Giro d'Itàlia
- 1940
  - 1r al Giro del Piemont
  - 1r a les Tres Valls Varesines
- 1943
  - 1r a la Milà-Sanremo

### Resultats al Giro d'Itàlia
- 1938. 12è de la classificació general. Vencedor de 2 etapes
- 1939. 9 de la classificació general. Vencedor d'una etapa